# Evin Demirhan Yavuz
Evin Demirhan Yavuz, född 2 juli 1995, är en turkisk brottare som tävlar i fristil.

## Karriär
Vid EM 2025 i Bratislava tog Demirhan Yavuz silver i 50 kg-klassen efter en finalförlust mot ukrainska Oksana Livatj.